# Governo provvisorio della Repubblica di Cina
Il governo provvisorio della Repubblica di Cina (pinyin: Zhonghuá Mínguó Línshí Zhèngfu) fu un governo provvisorio istituito durante la Rivoluzione Xinhai dai rivoluzionari nel 1912. Dopo il successo della Rivolta di Wuchang, i rappresentanti rivoluzionari provinciali dell'Assemblea tennero una conferenza nell'omonima città che inquadrò la struttura organizzativa del governo provvisorio.

## Pianificazione
Nel novembre 1911 il gruppo rivoluzionario di Wuchang guidato da Li Yuanhong si unì al gruppo rivoluzionario di Shanghai guidato da Chen Qimei e Chen Dequan per prepararsi all'istituzione di un nuovo governo centrale. Il gruppo di Wuchang voleva istituire un governo a Wuchang mentre il gruppo di Shanghai voleva un governo a Shanghai. Entro il 20 novembre i due gruppi raggiunsero un compromesso e riconobbero il Governo militare dello Hubei come governo centrale e proposero di sistemare la capitale provvisoria a Wuchang. Il 28 novembre le città di Hankou e Hanyang erano tornate in mano ai Qing così per sicurezza i rivoluzionari convocarono la loro prima conferenza alla concessione britannica di Hankou il 30 novembre. Tan Renfeng fu il presidente della sessione. Parteciparono 23 rappresentanti da 11 province. Essi decisero di inquadrare la struttura organizzativa del governo provvisorio e elessero Lei Fen, Ma Junwu e Wang Zhengting per preparare la bozza.
Perché il 2 dicembre le forze rivoluzionarie riuscirono a catturare Nanchino durante la Rivoluzione, i rivoluzionari decisero di farne la sede del nuovo governo provvisorio. La conferenza superò lo schema il giorno successivo, che consisteva in tre capitoli e ventuno clausole. Fu anche confermato che il nuovo governo sarebbe stato una repubblica. Fu annunciato che i rappresentanti provinciali si sarebbero incontrati a Nanchino sette giorni dopo per eleggere un governo provvisorio.

## Selezione del Presidente
Invece di partecipare all'assemblea di Nanchino Song Jiaoren e Chen Qimei radunarono i rappresentanti provinciali a Shanghai e qui organizzarono un'altra assemblea il 4 dicembre. Il 25 dicembre Sun Yat-sen, accompagnato dal generale statunitense Homer Lea, il suo più vicino consigliere straniero, tornò a Shanghai. Il 29 dicembre le elezioni presidenziali si tennero a Nanchino. Secondo il primo articolo del "Profilo dell'organizzazione governativa provvisoria", il presidente doveva essere eletto dai rappresentanti delle province della Cina; il candidato che avrebbe ricevuto più dei 2/3 dei voti sarebbe stato eletto. Ogni provincia aveva diritto a un solo voto. 45 rappresentanti di 17 province parteciparono a questa elezione e Sun Yat-sen ricevette 16 voti validi su 17.

## Istituzione del governo
Il 1º gennaio 1912 Sun Yat-sen annunciò l'istituzione della Repubblica di Cina a Nanchino e fu proclamato come provvisorio Presidente della Repubblica. Il generale Li Yuanhong fu nominato Vicepresidente provvisorio. Il governo provvisorio prevedeva dieci ministeri:
- Huang Xing, fu nominato Ministro dell'Esercito e Capo di Stato maggiore;
- Huang Zhongying, Ministro della Marina;
- Wang Chonghui, Ministro degli Affari Esteri;
- Wu Tingfang, Ministro della Magistratura;
- Chen Jingtao, Ministro delle Finanze;
- Cheng Dequan, Ministro degli Affari Interni;
- Cai Yuanpei, Ministro della Pubblica Istruzione;
- Zhang Jian, Ministro del Commercio;
- Tang Soqian, Ministro delle Comunicazioni.

C'erano cariche supplementari come Hu Hanmin come segretario del presidente, Song Jiaoren, come direttore generale della legiferazione e Huang Fusheng come direttore generale della stampa. Il presidente del Senato provvisorio era Lin Sen.

## Transizione a nord

### Incidente della Porta Dong'anmen
I rivoluzionari stavano cercando di attirare Yuan Shikai a sud. Rendendo Yuan il presidente del governo provvisorio del sud a Nanchino, avrebbe dovuto abbandonare la sua base militare nel nord. Nel febbraio 1912 le truppe stavano saccheggiando negozi e rubando da aree commerciali ricche. Esse bruciarono anche la Porta Dong'anmen nelle mura che circondavano la Città Proibita a Pechino. Migliaia di persone furono uccise. Questo ammutinamento fu effettivamente ordinato da Yuan e Cao Kun. Yuan intimidì i rivoluzionari e chiarì che il nuovo governo avrebbe dovuto andare da lui a Pechino perché lui non sarebbe andato a sud. Questa era una scusa per spostare la capitale della nuova repubblica da Nanchino a Pechino.

### Fine del governo provvisorio
Yuan Shikai, primo ministro del Governo Qing, negoziò con i rivoluzionari in cambio del posto di presidente. Evitando una guerra civile, i rivoluzionari accettarono il piano di Yuan di una Cina unificata sotto il suo governo. L'8 marzo 1912 il Senato provvisorio approvò la Costituzione provvisoria per limitare il potere di Yuan nel futuro. Il 10 marzo il Senato elesse il generale come secondo presidente provvisorio della Repubblica. Il potere di Nanchino e del Senato provvisorio quindi passarono al nascente Governo Beiyang a Pechino, che significava lo scioglimento del governo provvisorio. La transizione a nord nei successivi anni avrebbe causato numerosi scontri tra fazioni, signori della guerra e movimenti costituzionali e molti altri problemi.